# Râul Păltinei, Motru
Râul Păltinei este un curs de apă, afluent al râului Motru. 